# Khakim Fuzailov
Khakim Fuzailov (russe : Хаким Каюмович Фузайлов), né le 12 août 1964 à Qurghonteppa en Tadjikistan,  est un joueur de football international tadjik, qui évoluait au poste de défenseur reconverti en entraîneur. 
Il est l'entraîneur du Lokomotiv Tachkent depuis 2013. Il est le grand frère de Rahmatullo Fuzailov.

## Biographie

### Sélection
Khakim Fuzailov est convoqué pour la première fois par le sélectionneur national Sharif Nazarov pour un match amical face à l'Ouzbékistan le 17 juin 1992 (2-2). Le 8 mai 1996, il marque son premier but en équipe du Tadjikistan lors d'un match des éliminatoires de la Coupe d'Asie 1996 face à l'Ouzbékistan (4-0).
Il compte 6 sélections et 0 but avec l'équipe du Tadjikistan entre 1992 et 1996.

## Palmarès

### En tant que joueur
- Pamir Dushanbe :
  - Champion d'URSS de D2 en 1988
  - Champion du Tadjikistan en 1992

### En tant qu'entraîneur
- Dinamo Samarqand :
  - Finaliste de la Coupe d'Ouzbékistan en 2000

## Statistiques

### Buts en sélection
Le tableau suivant liste les résultats de tous les buts inscrits par Khakim Fuzailov avec l'équipe du Tadjikistan.